# Margherita Hack
Margherita Hack (ur. 12 czerwca 1922 we Florencji, zm. 29 czerwca 2013 w Trieście) – włoska astrofizyczka, pisarka i popularyzatorka nauki. Pierwsza Włoszka, która kierowała obserwatorium astronomicznym w tym kraju. Autorka ponad 200 prac naukowych i książek.

## Życiorys
Urodziła się we Florencji przy ulicy Cento Stelle (Stu gwiazd). Rodzice Hack byli teozofami i wegetarianami. Ojciec – protestantem. Matka – katoliczką. W 1944 wyszła za Aldo De Rosa. W 1945 ukończyła studia na Uniwersytecie Florenckim – początkowo studiowała literaturę, którą szybko zmieniła na fizykę. W trakcie studiów była aktywną sportsmenką – wygrała uniwersyteckie mistrzostwa Włoch w skoku w dal i w skoku wzwyż.
W latach 1954–1964 pracowała w obserwatorium astronomicznym Brera. W latach 1964–1998 profesor Uniwersytetu w Trieście, a także dyrektorką tamtejszego obserwatorium (placówka Merate) – Hack była pierwszą Włoszką, która piastowała takie stanowisko, co uważała za jedno ze swoich największych osiągnięć. Specjalizowała się w spektroskopii gwiazd i radioastronomii.
Dzięki szerokiej działalności popularyzatorskiej, w telewizji i poprzez książki, we Włoszech była osobowością telewizyjną i nazywana Panią Gwiazd.
Była również znana ze swoich wyraźnych poglądów społeczno-politycznych: ateizmu, feminizmu, wegetarianizmu. Opowiadała się za prawem do aborcji, eutanazji i badań z wykorzystaniem komórek macierzystych; broniła praw osób LGBT i praw zwierząt (miała kilka kotów i psów). Krytykowała Kościół katolicki i postawy antynaukowe. Według niej jedynym bytem zasługującym na miano „boga” jest bozon Higgsa. W 2005 ściągnęła na siebie krytykę środowiska katolickiego stwierdzając, że rzekoma krew obserwowana corocznie w katedrze w Neapolu to jedynie uwodniony tlenek żelaza: Nie ma w tym nic mistycznego. Tę niby krew możecie zrobić sobie w kuchni. O swoim ślubie kościelnym mówiła półżartem, że był to pierwszy i ostatni raz gdy była w kościele – zgodziła się na ceremonię ze względu na teściową-dewotkę. Lubiła mawiać: Gdy spotkam Boga, powiem mu, że się myliłam. Krytykowała również Silvio Berlusconiego i była przeciwniczką energetyki jądrowej.
Zmarła bezdzietnie w szpitalu w Trieście po problemach z sercem. Prezydent Włoch Giorgio Napolitano wspominał ją jako wybitną osobowość świata nauki.[...] Jednocześnie wykazywała się silną postawą społecznika – pozostawiając szlachetny ślad w debacie publicznej i dialogu obywatelskim.

## Wybrana bibliografia[3]
- La mia vita in bicicletta
- Libera scienza in libero stato
- Perché sono vegetariana